# Cecilie Pedersen
Cecilie Pedersen (ur. 14 września 1990 w Bergen) – norweska piłkarka, grająca na pozycji napastnika, reprezentantka Norwegii.

## Kariera piłkarska

### Kariera klubowa
Wychowanka klubu Svejo. Swoją karierę zawodową rozpoczęła w drużynie SK Haugar, skąd w 2009 przeniosła się do Avaldsnes. Na początku 2012 roku zasiliła skład LSK Kvinner. Po roku wróciła do Avaldsnes, w którym zakończyła karierę sportową w roku 2019.

### Kariera reprezentacyjna
24 sierpnia 2009 roku po raz pierwszy zagrała w seniorskiej kadrze narodowej w przegranym 0:4 meczu kwalifikacyjnym do mistrzostw Europy z Niemkami. Łącznie zdobyła 13 bramek w 37 meczach.

## Sukcesy i odznaczenia

### Sukcesy klubowe
LSK Kvinner
- mistrz Norwegii: 2012

Avaldsnes
- wicemistrz Norwegii: 2015, 2016, 2017
- zdobywca Pucharu Norwegii: 2017
- finalista Pucharu Norwegii: 2013, 2015